# بریستول برامر
بریستول برامر (به انگلیسی: Bristol Braemar) یک هواگرد ساختِ کارخانهٔ بریستول ایروپلین در کشور بریتانیا است . این هواگرد برای نخستین بار در ۱۳ اوت ۱۹۱۸ میلادی مورد استفاده قرار گرفت.